# Idrogeno potassio ATPasi
La idrogeno potassio ATPasi, indicata anche come H+/K+ ATPasi, è un tipo specifico di ATPasi che svolge il ruolo di pompa protonica. È il principale responsabile dell'acidità dei contenuti dello stomaco, grazie alla secrezione di ioni H+ dal citoplasma delle cellule parietali gastriche al lume dello stomaco. Le cellule parietali posseggono un ampio sistema di membrane secretorie e la H+/K+ ATPasi è la proteina più abbondante che costituisce questo sistema di membrane.

## Funzionamento
Il meccanismo di trasporto è il seguente:
{\displaystyle \mathrm {ATP+H_{2}O+H_{in}^{+}+K_{out}^{+}\longrightarrow ADP+P_{i}+H_{out}^{+}+K_{in}^{+}} }

## Nelle cellule animali

### Funzione
La idrogeno-potassio ATP-asi è la pompa protonica dello stomaco ed è il principale responsabile dell'acidità dello stesso. In particolare, si trova in cellule parietali, che sono cellule epiteliali specializzate posizionate all'interno della mucosa gastrica.

### Attività enzimatica dell'idrogeno potassio ATPasi
Il trasporto di H+ nel lume richiede che in esso siano presenti sempre ioni K+. L'enzima si fosforila dal lato citoplasmatico, per la presenza di ATP e Mg2+, ciò provoca l'assunzione di H+ sul sito di legame citoplasmatico, che va all'esterno. Qui viene liberato H+ e legato K+. Il potassio legato provoca la defosforilazione dell'enzima che riporta il sito di legame all'interno, e libera nel citoplasma il potassio e il fosfato, ottenuto dall'ATP. La stechiometria dice che per ogni molecola di ATP, si liberano nel lume gastrico 2H+ e si assorbono 2K+ a pH maggiore di 3; lo scambio è invece di uno ione H+ per uno K+ a pH più basso.

## Nelle cellule vegetali
La idrogeno potassio ATPasi è una proteina integrata nel plasmalemma, che prende parte al processo di innalzamento della concentrazione di K+ nel simplasto cellulare. Ha funzione di pompa protonica, in quanto l'ingresso del K+ all'interno della cellula vegetale avviene tramite l'estrusione di ioni H+; avendo ugual carica elettrica gli ioni H+ spingono gli ioni K+ verso il plasmalemma dove vengono catturati dalla proteina H+/K+ ATPasi e trasportati all'interno della cellula.

### ATPasi e l'iperturgore
Il fenomeno dell'iperturgore lo si ritrova nelle cellule di guardia degli stomi delle foglie, grazie alla proteina (ATPasi) prende inizio tutta la fase osmotica che porta tali cellule dallo stato di turgore fisiologico allo stato di iperturgore determinando l'apertura e la chiusura della rima stomatica, tale processo viene attivato da sostanze ormonali trasportate dallo xilema.